# Одеське (Омська область)
Одеське — село в Омській області, адміністративний центр Одеського району та Одеського сільського поселення.
Засноване в 1904 році.

## Історія
Утворенню села Одеське сприяв потік переселенців з європейської частини Російської імперії і будівництво залізниці до Омська. Перший поїзд прибув на лівобережжя Іртишу в 1894 році. З цього часу почалось інтенсивне освоєння степових просторів на південь від залізниці. За сто кілометрів від Омська українські переселенці з Катеринославської, Полтавської і Херсонської губерній зупинилися біля березового гайка, неподалік від киргизького аулу Сулу-Чилік. Першими в 1904 році на місцевість Сулу-Чилік прибули вихідці з Херсонської губернії. Вони на згадку про покинуту батьківщину вирішили назвати селище —  Нова Одеса . Згодом перша частина відпала, залишилася і закріпилася друга — Одеса, Одеське .
У 1907 році в Одеському відкрилася школа, на кошти парафіян було споруджено молитовний будинок із дзвоном. До 1914 року Одеське стало волосним центром, який об'єднував 23 населені пункти. У 1925 році село Одеське стало районним центром .

## Фізико-географічна характеристика
Село розташоване у степовій смузі Омської області, в межах Ішимської рівнини, що є частиною Західно-Сибірської рівнини. Висота над рівнем моря над рівнем моря — 121 м. Перепади висот у межах села мінімальні. Річки і великі озера відсутні. З усіх боків село оточене полями. Ґрунтовий покрив представлений чорноземами.
Одеське розташоване за 96 км на південь від Омська і за 18 км від державного кордону з Республікою Казахстан.